# Tommaso d'Avalos (1752-1806)
Tommaso d'Avalos d'Aquino d'Aragona (Napoli, 14 dicembre 1752 – Palermo, 7 maggio 1806) è stato un politico e diplomatico italiano.

## Biografia
Tommaso d'Avalos nacque a Napoli nel 1752. Era il quarto figlio maschio, ma unico a raggiungere l'età adulta, di Diego II d'Avalos (1697-1776), 16º marchese di Pescara, 10º marchese del Vasto, 7º principe di Montesarchio, 5º principe di Troia e della sua consorte Eleonora d'Acquaviva dei Duchi d'Atri e Conti di Conversano.
Alla morte del padre gli subentrò nella titolarità dei feudi, ereditando un vasto patrimonio fondiario che si estendeva nella Capitanata, nel Principato Ultra e nell'Abruzzo Citra. Tommaso d'Avalos fu un esponente di spicco della massoneria napoletana, facendo parte della loggia "Della Vittoria". Ricoprì inoltre vari incarichi politici e diplomatici nel Regno di Napoli. Nel 1782 fu nominato Gran camerario del Regno delle Due Sicilie (uno dei Sette grandi uffici del regno) da Ferdinando IV di Napoli. Due anni dopo venne nominato ministro plenipotenziario del regno presso la corte portoghese a Lisbona, in sostituzione di Salvatore Montaperto Uberti e Branciforti, principe di Raffadali (1717-1801), destinato nel 1784 a Madrid. Di fatto tuttavia non svolse tale incarico, soggiornando lungamente a Madrid. Quale ambasciatore a Lisbona gli subentrò nel 1788 Fabrizio Ruffo di Bagnara, principe di Castelcicala (1763-1832). Rientrato in Italia nel 1787 venne insignito del titolo di cavaliere dell'Ordine di San Gennaro. Lo troviamo successivamente nuovamente a Madrid, come delegato del regno di Napoli in occasione dei funerali di Carlo III di Spagna. In seguito fece parte della delegazione che accompagnò la regina Maria Carolina d'Austria in occasione dei matrimoni svoltisi a Vienna nel 1790, della principessa Maria Teresa di Borbone-Due Sicilie con Francesco II d'Asburgo-Lorena e della principessa Luisa Maria Amalia di Borbone-Due Sicilie con Ferdinando III di Toscana. 
Tommaso d'Avalos nel 1794 venne nominato (succedendo ad Antonio Pignatelli, principe di Belmonte (1722-1794))  nell'importante posizione di maggiordomo maggiore del Re, una carica di rilievo nella macchina amministrativa del regno, con competenze che si estendevano oltre al controllo delle spese della casa reale anche all'amministrazione del patrimonio culturale e alla gestione delle istituzioni culturali del regno. Avrebbe rivestito tale incarico sino al 1804. Nel 1794 Tommaso d'Avalos succedette ad Antonio Pignatelli anche nella presidenza della Reale Accademia di Scienze e Belle Lettere. In quello stesso anno Nicola Fiorentino dedicò a Tommaso d'Avalos il suo trattato Riflessioni sul Regno di Napoli, trattato di impronta illuministica concernente la riforma dello stato, in ambito giuridico, economico ed amministrativo. Nel 1795 Tommaso d'Avalos divenne anche consigliere di Stato.
L'anno successivo, in data 24 settembre, fu inviato a Roma come ambasciatore straordinario, partecipando alle trattative di pace con la Prima Repubblica francese e al fine di negoziare un accordo tra il Papa e il regno di Napoli. Giunto nella capitale pontificia il 25 settembre vi rimase fino al marzo del 1797.
Rientrato a Napoli affidò all'architetto Pompeo Schiantarelli la ristrutturazione del Palazzo d'Avalos del Vasto a Chiaia, continuando l'opera iniziata da Mario Gioffredo. Schiantarelli, anch'egli iscritto alla massoneria, era peraltro già stato ingaggiato dal marchese d'Avalos per condurre lavori minori di restauro sull'edifizio negli anni precedenti.
Tommaso d'Avalos seguì il sovrano Ferdinando IV nella sua fuga da Napoli all'avvicinarsi delle forze francesi. Si imbarcò quindi per la Sicilia il 22 dicembre del 1798. Sarebbe rimasto a Palermo fino al 1802. Per la sua fedeltà alla casa reale gli vennero conferiti i titoli onorifici di Primo titolo e Primo barone del Regno. I suoi beni vennero nel 1799 sequestrati dalla Repubblica Napoletana e a Vasto, capitale del marchesato, dalla locale Repubblica Vastese.
Rientrato a Napoli, riprese le sue mansioni a corte. Significativa fu la sua opera di mecenatismo nei confronti del giovane Gabriele Rossetti. Secondo quanto raccontato dallo stesso Rossetti, un suo componimento poetico, scritto in occasione della morte della moglie di un notabile locale, Venceslao Mayo, amministratore dei beni dei d'Avalos a Vasto, pervenne a Tommaso d'Avalos, che nel 1804 chiamò il giovane a Napoli offrendogli protezione e la possibilità di completare la propria formazione.
A Tommaso d'Avalos si deve inoltre il recupero degli Arazzi della battaglia di Pavia, donati a Francesco Ferdinando d'Avalos e rimasti nelle collezioni dei d'Avalos sino ai primi anni del XVIII secolo. Gli arazzi vennero presumibilmente ceduti da Cesare Michelangelo d'Avalos ad acquirenti veneziani per coprire le spese associate al suo esilio viennese. Tommaso d'Avalos riacquistò gli arazzi, esponendoli nella sua dimora napoletana, palazzo d'Avalos del Vasto.
Tommaso d'Avalos venne nuovamente costretto alla fuga in seguito al precipitare degli eventi bellici che videro l'occupazione del regno di Napoli da parte dei francesi guidati da Laurent de Gouvion-Saint-Cyr e Jean Reynier. Si imbarcò quindi al seguito della famiglia reale alla volta della Sicilia l'11 febbraio del 1806. Morì a Palermo nel maggio del 1806. Gli succedette quale erede universale il nipote Ferdinando (1794-1841), 18º marchese di Pescara, 12º marchese del Vasto, 9º principe di Montesarchio, 7º principe di Troia. 

### Matrimonio e discendenza
Tommaso d'Avalos sposò il 2 luglio del 1769 Francesca Caracciolo (1753-1807), figlia quartogenita di Nicola, 4º duca di Lavello, e della sua consorte, Faustina de Cárdenas-Pignatelli (1728-1793), dei conti di Acerra. Tra i fratelli di Francesca troviamo una figura di spicco della Repubblica Napoletana, ovvero Giuseppe Caracciolo, VI principe di Torella (1747-1808). La coppia ebbe quattro figli:
- Eleonora (1772-1791)
- Diego (1773-1797), sposatosi nel 1792 con Eleonora Doria Landi Pamphili (11 gennaio 1774-15 marzo 1846), figlia di Andrea Doria Landi Pamphili, IX principe di Melfi e Leopolda di Savoia-Carignano. Dalla coppia sarebbero nati: 
  - Ferdinando d'Avalos (1794-1841), 18º marchese di Pescara, 12º marchese del Vasto, 9º principe di Montesarchio, 7º principe di Troia. Fu cavaliere d'onore di Maria Isabella di Borbone-Spagna, regina consorte delle Due Sicilie.[24]
  - Alfonso d'Avalos, (1796-1862), 19º marchese di Pescara, 13º marchese del Vasto, 10º principe di Montesarchio, 8º principe di Troia; Principe del Sacro Romano Impero; Grande di Prima Classe; cavaliere della Gran Croce dell'Ordine di San Gregorio Magno, dell'Ordine di San Gennaro, dell'Ordine di San Giuseppe; commendatore dell'Ordine di Cristo. Ultimo Marchese del Vasto e di Pescara, alla sua morte si estingue la linea principale della famiglia. Dispose il passaggio della Collezione d'Avalos, attualmente conservata presso il Museo nazionale di Capodimonte, allo Stato italiano.
  - Giuseppe d'Avalos (1797-1847)
- Maria Giovanna (1776-1860), Dama di Palazzo della Regina moglie del Murat Carolina Bonaparte[2]; sposatasi nel 1798 con Alonso VIII Sánchez de Luna d'Aragona (19 dicembre 1775-28 febbraio 1842), 6º Duca di Sant'Arpino dal 1789 e Patrizio Napoletano; con discendenza:
  - Maria Teresa (1805-1807)
  - Maria Teresa (1807-1837), sposatasi nel 1825 con Carlo Luigi Caracciolo (1801-1873), 4º Duca di San Teodoro, Duca di Parete, 9º Marchese di Capriglia, 7º Marchese di Villamaina; con discendenza
  - Giovanni Battista (1810-1841), morto celibe, determinando l'estinzione nella linea maschile della famiglia Sánchez de Luna d'Aragona. Venne sepolto nel Cimitero di Poggioreale.[25]
  - Diego (1813-1814)
  - Tommaso (1815-1817)
- Maria Faustina (?-?)

## Ascendenza
|                                                                   |                                                     |                                                                     | Genitori                                                        |  |  | Nonni |  |  | Bisnonni                                |  |  | Trisnonni                               |  |
|                                                                   |                                                     |                                                                     |                                                                 |  |  |       |  |  | Giovanni d'Avalos, II principe di Troia |  |  | Francesco d'Avalos, I principe di Troia |  |
|                                                                   |                                                     |                                                                     |                                                                 |  |  |       |  |  | Giovanni d'Avalos, II principe di Troia |  |  | Francesco d'Avalos, I principe di Troia |  |
|                                                                   |                                                     | Andreanna Caracciolo Pisquizi                                       |                                                                 |  |  |       |  |  | Giovanni d'Avalos, II principe di Troia |  |  |                                         |  |
| Niccolò d'Avalos d'Aquino d'Aragona, IV principe di Montesarchio  |                                                     |                                                                     |                                                                 |  |  |       |  |  | Giovanni d'Avalos, II principe di Troia |  |  |                                         |  |
|                                                                   |                                                     | Giulia d'Avalos d'Aquino d'Aragona, III principessa di Montesarchio | Andrea d'Avalos d'Aquino d'Aragona, II principe di Montesarchio |  |  |       |  |  |                                         |  |  |                                         |  |
|                                                                   |                                                     | Giulia d'Avalos d'Aquino d'Aragona, III principessa di Montesarchio | Andrea d'Avalos d'Aquino d'Aragona, II principe di Montesarchio |  |  |       |  |  |                                         |  |  |                                         |  |
|                                                                   |                                                     | Giulia d'Avalos d'Aquino d'Aragona, III principessa di Montesarchio | Ana de Guevara                                                  |  |  |       |  |  |                                         |  |  |                                         |  |
| Diego d'Avalos d'Aquino d'Aragona, VI principe di Montesarchio    |                                                     | Giulia d'Avalos d'Aquino d'Aragona, III principessa di Montesarchio |                                                                 |  |  |       |  |  |                                         |  |  |                                         |  |
|                                                                   |                                                     | Francesco Marino I Caracciolo, IV principe di Avellino              | Marino II Caracciolo, III principe di Avellino                  |  |  |       |  |  |                                         |  |  |                                         |  |
|                                                                   |                                                     | Francesco Marino I Caracciolo, IV principe di Avellino              | Marino II Caracciolo, III principe di Avellino                  |  |  |       |  |  |                                         |  |  |                                         |  |
|                                                                   |                                                     | Francesco Marino I Caracciolo, IV principe di Avellino              | Francesca d'Avalos d'Aquino d'Aragona                           |  |  |       |  |  |                                         |  |  |                                         |  |
| Giovanna Caracciolo                                               |                                                     | Francesco Marino I Caracciolo, IV principe di Avellino              |                                                                 |  |  |       |  |  |                                         |  |  |                                         |  |
|                                                                   |                                                     | Geronima Pignatelli                                                 | Ettore Pignatelli, IV principe di Noia                          |  |  |       |  |  |                                         |  |  |                                         |  |
|                                                                   |                                                     | Geronima Pignatelli                                                 | Ettore Pignatelli, IV principe di Noia                          |  |  |       |  |  |                                         |  |  |                                         |  |
|                                                                   |                                                     | Geronima Pignatelli                                                 | Giovanna Tagliavia d'Aragona Cortés, V duchessa di Terranova    |  |  |       |  |  |                                         |  |  |                                         |  |
| Tommaso d'Avalos d'Aquino d'Aragona, VII principe di Montesarchio |                                                     | Geronima Pignatelli                                                 |                                                                 |  |  |       |  |  |                                         |  |  |                                         |  |
|                                                                   | Giulio Antonio Acquaviva d'Aragona, VI duca di Noci | Cosimo Acquaviva d'Aragona, IV duca di Noci                         |                                                                 |  |  |       |  |  |                                         |  |  |                                         |  |
|                                                                   | Giulio Antonio Acquaviva d'Aragona, VI duca di Noci | Cosimo Acquaviva d'Aragona, IV duca di Noci                         |                                                                 |  |  |       |  |  |                                         |  |  |                                         |  |
|                                                                   | Giulio Antonio Acquaviva d'Aragona, VI duca di Noci | Maria Caterina di Capua                                             |                                                                 |  |  |       |  |  |                                         |  |  |                                         |  |
| Giulio Antonio Acquaviva d'Aragona, VII duca di Noci              | Giulio Antonio Acquaviva d'Aragona, VI duca di Noci |                                                                     |                                                                 |  |  |       |  |  |                                         |  |  |                                         |  |
|                                                                   |                                                     | Dorotea Acquaviva d'Aragona                                         | Giosia III Acquaviva d'Aragona, XIV duca di Atri                |  |  |       |  |  |                                         |  |  |                                         |  |
|                                                                   |                                                     | Dorotea Acquaviva d'Aragona                                         | Giosia III Acquaviva d'Aragona, XIV duca di Atri                |  |  |       |  |  |                                         |  |  |                                         |  |
|                                                                   |                                                     | Dorotea Acquaviva d'Aragona                                         | Francesca Caracciolo                                            |  |  |       |  |  |                                         |  |  |                                         |  |
| Eleonora Acquaviva d'Aragona                                      |                                                     | Dorotea Acquaviva d'Aragona                                         |                                                                 |  |  |       |  |  |                                         |  |  |                                         |  |
|                                                                   |                                                     | Carlo Francesco Spinelli, VI principe di Tarsia                     | Giovanni Vincenzo Spinelli, V principe di Tarsia                |  |  |       |  |  |                                         |  |  |                                         |  |
|                                                                   |                                                     | Carlo Francesco Spinelli, VI principe di Tarsia                     | Giovanni Vincenzo Spinelli, V principe di Tarsia                |  |  |       |  |  |                                         |  |  |                                         |  |
|                                                                   |                                                     | Carlo Francesco Spinelli, VI principe di Tarsia                     | Angela Spinelli, V principessa di Oliveto                       |  |  |       |  |  |                                         |  |  |                                         |  |
| Maria Teresa Spinelli                                             |                                                     | Carlo Francesco Spinelli, VI principe di Tarsia                     |                                                                 |  |  |       |  |  |                                         |  |  |                                         |  |
|                                                                   |                                                     | Giulia Spinelli                                                     | Tommaso Francesco Spinelli, I principe di Sant'Arcangelo        |  |  |       |  |  |                                         |  |  |                                         |  |
|                                                                   |                                                     | Giulia Spinelli                                                     | Tommaso Francesco Spinelli, I principe di Sant'Arcangelo        |  |  |       |  |  |                                         |  |  |                                         |  |
|                                                                   |                                                     | Giulia Spinelli                                                     | Silvia Barrile                                                  |  |  |       |  |  |                                         |  |  |                                         |  |
|                                                                   |                                                     | Giulia Spinelli                                                     |                                                                 |  |  |       |  |  |                                         |  |  |                                         |  |